# Parc national de Taï
Pour les articles homonymes, voir Tai.

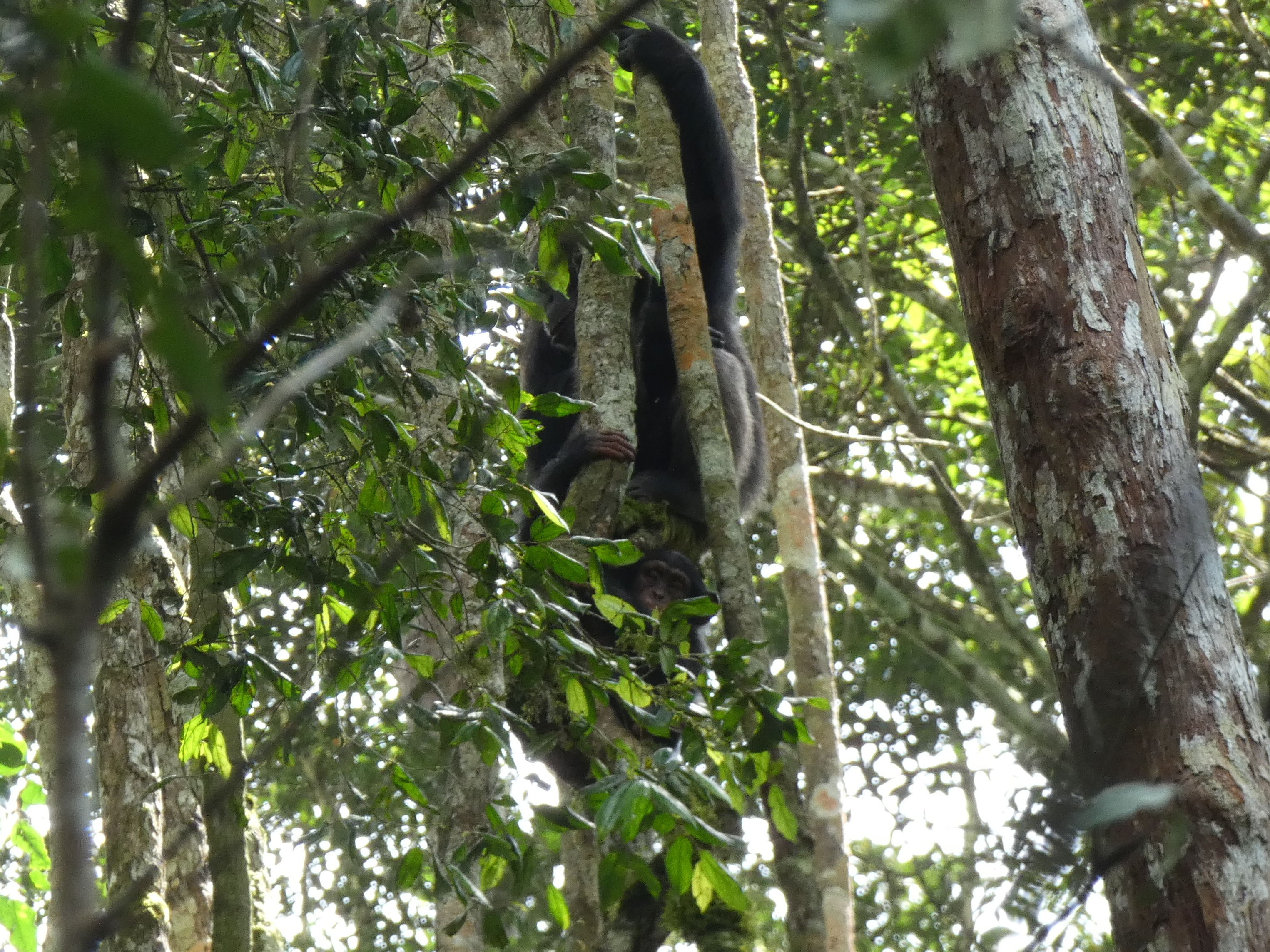
Chimpanzés d'Afrique de l'Ouest

Le parc national de Taï est un parc national de la Côte d'Ivoire situé à l'ouest du pays, à proximité de la Guinée et du Liberia. Il couvre 4 540 km2 autour du mont Niénokoué et renferme l'une des dernières forêts primaires d'Afrique. Il est prolongé au nord par la réserve du N'Zo (700 km2) et est peuplé, entre autres, d'éléphants, de buffles, de singes, de céphalophes, d'hippopotames pygmées et de panthères.
Il fait partie des réserves de biosphère depuis 1977 et il est inscrit au patrimoine mondial de l'UNESCO depuis 1982.
Les principales menaces pesant sur la région sont la déforestation, la fragmentation forestière et le braconnage qui a gagné en importance au XXe siècle en Afrique avec la généralisation des armes à feu et avec le développement de routes et pistes forestières.

## Historique
La création du parc national de Taï s’inscrit dans une procédure globale de classement des réserves forestières depuis l’époque coloniale. La mise en place du parc de TaÏ a été le fruit de plusieurs années, et il faut noter que ceci a été possible grâce a une volonté politique constante depuis l’époque coloniale, le premier gouvernement indépendant et ceux d’après les indépendances:
- 1926 : « parc refuge de la région forestière du Moyen-Cavally et du Bas-Cavally ». Surface : 960 000 ha. Décrété le 26 avril 1926.
- 1933 : « réserve spéciale de Faune ». Congrès international de Londres.
- 1955 : « forêt classée de Taï·Hana ». Surfac : 560 000 ha.
- 1956 : « réserve intégral pour la Faune et la Flore de Taï ». Surface : 425 000 ha. Arrêté du 7 août 1956.

- 1972 : « parc national de Taï ». Surface : 350 000 ha. Décret no. 72544 du 28 août 1972. Parties Centrale et Sud de 1956. Partie Nord (75 000 ha) devient « réserve partielle de faune du N'zo » par décret présidentielle no. 72545 du 28 août 1972.
- 1973 : amputation d'une bande de 20 000 ha au Nord au profit de la réserve partielle de faune du N'zo. Surface restante du PNT : 330.000 ha. Décret no. 73132 du 21 mars 1973.
- 1977: modification de la limite au Sud-Ouest jusqu'à la rivière Moumo. Agrandissement du PNT avec 10 000 ha portant sa surface à 340 000 ha. Création d'une « zone périphérique de Protection » à l'Ouest et au Nord-Est de 66 000 ha, avec le statut de « réserve partielle de Faune ». Décret présidentielle no. 55348 du 3 juin 1977.
- 1978 : inclusion du PNT dans le réseau de « réserves de biosphère » par le bureau du Conseil international de coordination du programme MAB de l'UNESCO, le 28 avril 1978.
- 1981: inscription du PNT sur la « liste du patrimoine naturel mondial de l'humanité » par le Comité de la Convention internationale concernant la protection du patrimoine mondial, culturel et naturel de l'UNESCO, le 17 décembre 1981.

- 1983 : définition d'une « zone de protection d'aménagement » au Sud-Est, entre le parc et le périmètre papétier, d'une surface d'approximativement 18 000 ha. Arrêté MINEFOR no.9 du 11 mai 1983[5].

## Ressources
Le parc national de Taï est riche en biodiversité, un milieu varié en termes de faune et de flore.

### Faune
Le parc national de Taï dispose un gigantesque réservoir biologique. Cette biodiversité est composée de :
- 234 espèces d’oiseaux dont 15 d’intérêt mondial (par exemple la pintade à poitrine blanche, chouette-pêcheuse rousse, picatharte de Guinée), les familles les mieux représentées sont (les «rapaces», les Alcedinidae – les martins-pêcheurs et martins-chasseurs)[6], et les Bucerotidae ou calaos.
- 50 espèces d’amphibiens
- 63 espèces de reptiles
- 140 espèces de mammifères (chiroptères, ongulés, carnivores, rongeurs, insectivores, primates)

Le parc national de Taï abrite, pour les Primates, les sous-espèces présentes dans les forêts denses ouest africaines situées à l’ouest du Sassandra : Cercocebus torquatus Cercocèbe à collier blanc, Cercopithecus petaurista Pétauriste, Cercopithecus mona Mone, Cercopithecus diana Diane, Colobus polykomos et le Colobe magistrat .  
Parmi ces espèces de mammifères, oiseaux, reptiles et gastéropodes réputées présentes dans le « massif protégé de Taï » 43 sont mentionnées sur la « liste rouge » de l’UICN (Ballie & Groombridge 1996) et 12 espèces « à faible risque de disparition mais bientôt menacées » ou « dépendantes de mesures de conservation ». 
Comme c'est le cas dans  la plupart des espaces  protégés de Côte d’Ivoire, la pluralité spécifique au niveau des espèces de  poissons, d'insectes et autres invertébrés est toujours méconnue et inexploitée. Les populations d’insectes sont toutefois diversement connues selon les recherches thématiques qui ont contribué à leur identification. Les groupes les mieux recensés à ce jour sont entre autres, coprophages (93 espèces), odonates (51 espèces), diptères Drosophilidae (109 espèces), fourmis (95 espèces), termites (44) espèces et  nématodes (24 espèces).

### Flore
Il renferme aussi de nombreuses essences forestières de grande qualité et est un lieu de recherches scientifiques et médicales.
Au niveau de la flore, le PNT possède un patrimoine floristique unique, riche de plus de 1200 espèces végétales ; dont 42 espèces endémiques sont ouest africaines, 11 ivoiriennes et 247 espèces endémiques de la région phytogéographique de Haute Guinée.
Au compte de sa flore variée en essences d’herbes, d’arbustes et de lianes. Nous pouvons citer :
- Herbes : Bufforestia maniai, Cténites variabilisa, Maganai baldwinii, Mapania coriandrum, Mapania linderi, Trichomanes guineense) (page 9)
- Arbustes : Drypetes aylmeri, Soyauxia floribunda, Cephaelis yapoensis sont des arbustes ou arbrisseaux
- Lianes : Eremospatha hookeri, Tetracera potatoria pour les lianes
- Grands arbres : Tarrietia utilis, un grand arbre exploité sous le nom de Niangon[8]

#### Hydrographie
Le parc national de Taï est drainé par de nombreux cours d'eau permanents qui se partagent entre deux grands bassins versants et deux bassins de petits fleuves côtiers :
- Bassin du Sassandra Le nord du massif
- Bassin du Cavally
- Bassins des petits fleuves côtiers, San Pedro et Néro[9]

##### Climat
Il est de type subéquatorial, chaud et humide toute l’année, il est qualifié de climat Attiéen, et se caractérise par une pluviométrie moyenne annuelle supérieure à 1 600 mm sur tout le massif. Selon les données de l’antenne hydrologique de l’ORSTOM, le maximum régional de précipitations est observé vers Tabou et Grabo, avec une moyenne de 2.300 mm/an
Ces conditions écoclimatiques (précipitations annuelles > 1 600 mm ; saison sèche < 4 mois) placent le parc national de Taï et ses régions limitrophes dans le secteur ombrophile du domaine guinéen, avec son caractère de forêt dense humide sempervirente ou forêt ombrophile .

##### Géologie et pédologie
Le « massif protégé de Taï » est dominé par des formations flyschoïdes : micaschistes à biotite et muscovite en bordure, schistes sériciteux et chloriteux, gréseux et quartzeux au centre. A proximité du Sassandra et sur seulement 3 à 4 km de large, se trouvent une bande de tufs, rhyolites métamorphiques et amphibolites, formation dite « de Buyo-Guessabo ».

## Enjeux de conservation et valorisation
L'enjeu principal est la conservation de la nature et de la biodiversité et des ressources naturelles et des services écosystémiques liées à la forêt pluviale tropicale d'Afrique de l'Ouest.
De 1977 et 1987, la Côte d'Ivoire a en effet perdu 42 % de toute sa forêt, soit un taux de déforestation de loin le plus haut jamais enregistré dans un pays. Les primates de la région sont aussi particulièrement menacés. De plus les forêts  relictuelles se sont dégradées, ont été fragmentées et/ou victimes d'un braconnage croissant, parfois assimilables à un véritable pillage des ressources. Les singes, dont chimpanzés en sont particulièrement victimes, alors qu'ils sont nécessaires à la bonne régénération de la forêt,, de même - indirectement - que les grands prédateurs tels que le léopard (Panthera pardus) qui en régule les populations. pour la mise en valeur et la protection du PNT, plusieurs actions ont été menées : 
Le premier choix concernant la valorisation touristique du parc national de Taï a été celui de «l’écotourisme», choix influencé par la spécificité des écosystèmes forestiers qui permettent difficilement le tourisme de vision habituel dans les parcs de savane. C’est aussi le choix d’un tourisme qui doit être «responsable», en contribuant à la conservation de l’environnement et en maintenant la qualité de vie de la population locale.
Le deuxième choix a été celui du site de Guiroutou avec, comme atouts déjà présents, le mont Niénokoué, la rivière Hana et une belle peuplade forestière. Dès l'année 1997, une première «cellule Ecotourisme» y a été installée, avec pour mission l’élaboration d’un «touristique» centré sur ces attraits et l’«habituation aux visiteurs» de groupes de chimpanzés.
Pour la sauvegarde de ce domaine, certaines cellules ont été mises en place :   
- Une Cellule de suivi-évaluation
- Cette cellule ne dispose pas de moyens et matériels adéquats, et est en manque de ressources humaines. S’appuyant sur la synergie de la direction, la tutelle a délégué à celle-ci le contrôle financier de l’exécution du projet. En complément de ce contrôle interne, un audit des exercices a été commandité par le projet à un cabinet privé. Les dispositions particulières au Projet autonome ainsi que le cumul des fonctions de direction de la CAPNT et du PACPNT ont pu, dans la phase initiale, favoriser l’évolution de la structure de gestion vers une plus grande autonomie en matière de prise de décision et de gestion financière. Elles ont pu aussi favoriser une mise en œuvre relativement rapide et homogène des mesures relatives au développement durable en zone périphérique, sans dépendre des structures d’encadrement préexistantes ni de la constitution d’organisations villageoises dotées d’une capacité d’intervention satisfaisante[1].

## Problèmes et menaces
Le parc national de Taï fait face a plusieurs menace. et l'homme demeure la plus grande menace. Le braconnage, motivée par la consommation de « viande de brousse » notamment, s'est étendu dans le pays et n'épargne pas les parcs nationaux en Afrique. Ensuite, le commerce d'ivoire et le trafic de certaines espèces rares ne sont pas en marge.
Ils mettent en péril la gestion durable des ressources naturelles faunistiques, mais aussi indirectement la forêt et la flore en éliminant des espèces-clé (celles qui transportent les graines ou fécondent certaines espèces) ou des espèces fondatrices ; C'est le cas avec le braconnage ciblant les singes herbivores du parc national de Taï. Ces singes ne se montrent de plus pas « égaux » face à la pression de braconnage. Les femelles gestantes par exemple fuient moins facilement et les petits survivent plus difficilement à la mort de leur mère. Les scientifiques ont montré que dans le parc, des comportements d'adaptation (prudence renforcée, fuite face à l'homme ou au chien, déplacement d'aires de vie, etc) sont apparus, mais pas chez toutes les espèces de singes ; au sein d'une même zone de forêt braconnée, les singes cercopithèques diane ont changé de comportement en fuyant l'homme plus vite, en changeant de strate d'alimentation, en s'exposant moins et en utilisant la végétation comme écran. Mais, bien qu'exposés à la même pression, une autre espèce (Colobe bai, n'a montré aucun signe d’adaptation à la menace du braconnage.
Les impacts sont également différés : ces deux espèces, en forte régression, jouent un rôle important dans la zoochorie (dispersion de graines) et dans le recrutement des plantules et la régénération forestière qui sera affectée partout où la chasse et plus encore le braconnage sont pratiqués. En effet, dans cette zone, 218 espèces de plantes au moins sont mangées par les singes, et les graines de 44 de ces  plantes sont diffusées par ces mêmes singes en germant mieux dans ce cas, car prédation alors soumise à moins de prédation et moins de concurrence que les graines simplement tombées sous l'arbre-mère).
Il perturbe les systèmes organisés de gestion (quotas, agrainage, restauration ou réintroduction de population...) du gibier ou de certaines espèces protégées.
Enfin, les parcs nationaux jouent aussi un rôle de réservoir de biodiversité et de protection de ressources génétiques. Le braconnage se fait au détriment des ressources halieutiques et cynégétiques des zones environnantes et de tout le pays, et au détriment du trésor public, contribuant à appauvrir l’État et les communautés locales, tout en dégradant ou détruisant des ressources naturelles nécessaires pour le futur, et autrefois exploitées plus durablement par les communautés autochtones.